# Endurance (hajó)

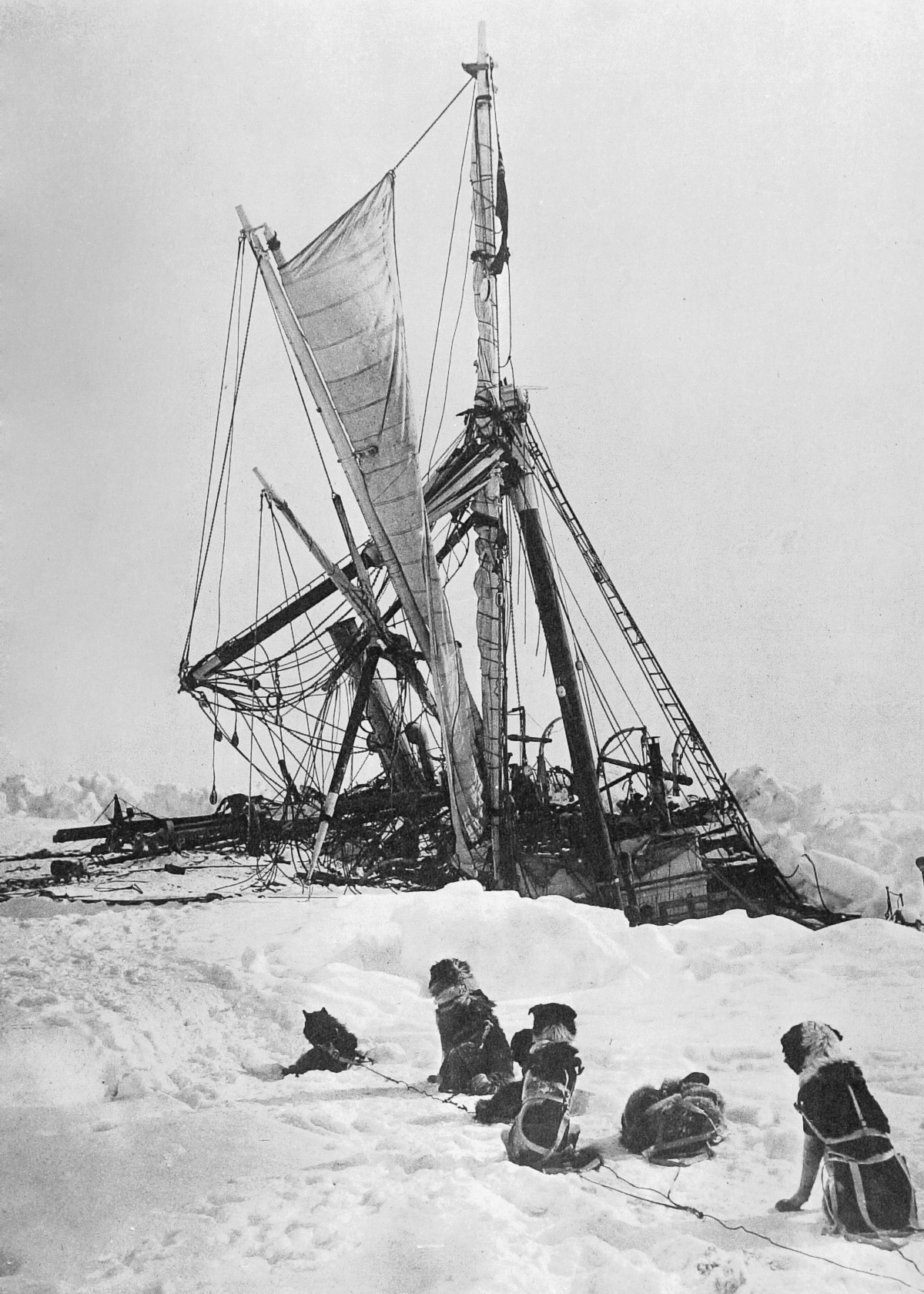
Az Endurance süllyedése

Az Endurance egy háromárbócos barkentin volt, ami Ernest Shackleton hajójaként szolgált a birodalmi transzantarktiszi expedíció során. A hajót Norvégiában építették 1912-ben, és 1915-ben süllyedt el a Weddell-tengeren.

## A hajó tervezése és építése
A hajót Ole Aanderud Larsen tervezte, és a Framnæs hajógyár építette meg Sandefjordban, Norvégiában. 1912. december 17-re készült el. Az építés munkálatait Christian Jacobsen vezette, aki ragaszkodott hozzá, hogy a keze alatt dolgozó emberek ne csak jó hajóépítők legyenek, de legyen gyakorlatuk bálnavadászhajókon is. A hajó minden egyes részletét úgy tervezték meg, hogy maximális teherbírású és erősségű legyen.
1912. december 17-én bocsátották vízre Polaris név alatt. 44 méter hosszú és 7,6 méter széles volt és 320 tonnát nyomott. Speciálisan a sarkvidéki hajózás követelményei szerint építették. Árbocai mellett egy 350 lóerős gőzgéppel is fel volt szerelve, aminek a segítségével 10,2 csomós, azaz 18,9 kilométer/óra sebességre volt képes. Megépítésekor az Endurance volt a valaha épült legerősebb fából készült hajó, csupán a Fram volt hasonló hozzá, amit Nansen és Amundsen használt korábban sarki útjaikon.

## A hajó utolsó útja
Shackleton 1914. augusztus 6-án hajózott ki Plymouthból, Angliából Buenos Aires felé. Ez volt a hajó első jelentősebb útja megépítése óta. Az Atlanti-óceánon át vezető út több, mint 2 hónapig tartott. Buenos Airest 1914. október 26-án hagyták el, ekkor a Déli-Georgia-szigeteken lévő Grytviken bálnavadász település volt az úticél, ezt kívánták kiindulópontként használni Weddell-tenger és Antarktisz felé. November 5-én érkeztek meg a szigetre és december 5-én hajóztak ki Antarktisz felé.
Két nappal később a hajó jégtorlaszok közé került, amik megnehezítették az előrehaladását. Heteken keresztül hajóztak a jégmezőn át, kevesebb, mint napi 30 mérföldes sebességgel. 1915. január 15-re 200 mérföldnyi távolságban voltak a Vahsel-öböltől, ami az Antarktisz felé tartó útjuk végpontja lett volna. A következő napokban olyan erős jégzajlás közé keveredett a hajó, hogy folyamatos előrehaladás helyett előre-hátra mozgással tudtak csak haladni.
Január 18-án egy szélvihar segített a jégtorlasz felszámolásában és a hajó tovább tudott haladni, de néhány órával később újabb jégtorlaszok keletkeztek, amik különböztek az előzőektől. Újabb szélvihar támadt, mely 6 napon keresztül dühöngött, és a teljes jégmezőt összetömörítve nyomta a szárazföld felé. Az Endurance befagyott a jégbe. A személyzet nem tudott mást tenni, mint várni egy ellentétes irányú szélre, ami reményeik szerint széttörte volna a jégmezőt. Ez nem történt meg, a hajó hónapokra ottragadt a Weddell-tengeren. Amikor a jégtáblák elkezdtek összetöredezni, a hajó nem bírta a nyomást, és 1915. október 27-én összetört, a személyzetnek el kellett hagynia. Ekkor a déli szélesség 69° 05’, és a nyugati hosszúság 51° 30’ fokán álltak. Majdnem egy hónappal később, november 21-én reggel – Frank Worsley kapitány feljegyzése szerint a déli szélesség 68°39'30.0", nyugati hosszúság 52°26'30.0" koordinátákon a hajó teljesen elsüllyedt.
2022-ben egy dél-afrikai jégtörő, az SA Agulhas II indult el, hogy rábukkanjon a 3500 méter mélyen fekvő Endurance roncsára. Az expedíció során a legmodernebb technológiával igyekeznek megtalálni a hajóroncsot, amit két víz alatti drónnal tárnának fel. A roncsot érintetlenül hagynák, a drónokkal csak 3D-s képeket készítenének róla a mélyben.
A kutatás sikerrel járt, március első hétvégéjén az eredetileg feljegyzett pozíciótól mintegy hat kilométerre délre rábukkantak az Endurance maradványaira. A roncs nem borult fel, hanem vízszintesen fekszik a tengerfenéken, ráadásul nagyon jó állapotban van. A hajó az antarktiszi nemzetközi szerződés értelmében emlékhelynek minősül, és tilos megbolygatni, a kutatók ezért semmit sem hoztak belőle a felszínre. A roncsot tengeri élőlények népesítették be, olyanok, amelyek nem fogyasztották el a hajó faanyagát. Az Endurance név jól olvasható a tatján.

### Személyzet
Az Endurance útján a következő 28 ember volt a fedélzetén:
| - Sir Ernest Shackleton, vezető - Frank Wild, parancsnok - Frank Worsley, kapitány - Lionel Greenstreet, első tiszt - Tom Crean, másodtiszt - Alfred Cheetham, harmadik tiszt - Hubert Hudson, navigátor - Louis Rickinson, mérnök - Alexander Kerr, mérnök | - Alexander Macklin, sebész - James McIlroy, sebész - Sir James Wordie, geológus - Leonard Hussey, meteorológus - Reginald James, fizikus - Robert Clark, biológus - Frank Hurley, fényképész - George Marston, rajzoló - Thomas Orde-Lees, motorszakértő és raktáros - Harry McNish (néha McNeish), ács | - Charles Green, szakács - Walter How, matróz - William Bakewell, matróz - Timothy McCarthy, matróz - Thomas McLeod, matróz - John Vincent, csónakmester - Ernest Holness, fűtő - William Stephenson, fűtő - Perce Blackborrow (néha Blackboro), inas |

Blackborrow-t fiatal kora és tapasztalatlansága miatt eredetileg elutasították, de Bakewell és How segítségével potyautasként fellopózhatott a fedélzetre. Mire felfedezték a jelenlétét, már túl messze jártak ahhoz, hogy visszaforduljanak.
Az embereken kívül a hajó fedélzetén utazott egy Mrs. Chippy nevű macska és számos szánhúzó kutya.

## Fordítás
Ez a szócikk részben vagy egészben  az   Endurance (1912 ship) című angol Wikipédia-szócikk ezen változatának fordításán alapul.  Az eredeti cikk szerkesztőit annak laptörténete sorolja fel. Ez a jelzés csupán a megfogalmazás eredetét és a szerzői jogokat jelzi, nem szolgál a cikkben szereplő információk forrásmegjelöléseként.

## Külső hivatkozások
- A Royal Geographic Society honlapja Archiválva 2005. május 11-i dátummal a Wayback Machine-ben Képek az Endurance útjáról.
- Amerikai Természettudományi Múzeum Részletek Frank Hurley naplójából.
- Amerikai Természettudományi Múzeum Részletek Harry McNeish naplójából
- Hurley fotója a hajótörésről
- Amerikai Természettudományi Múzeum Két számítógépes animáció az Endurance-ról
- Trans-Antarctica Expedition 1914 - 1917
- Bélyegek
- A Brit Királyi Tengerészet honlapja